# بازیتخان
بازیتخان (به لاتین: Bazitkhan) یک روستا در بنگلادش است که در استان باریسال و در ناحیه باریسال واقع شده است.